# Владимир Карађорђевић
Владимир Карађорђевић (Лондон, 11. март 1964) је југословенски принц, син краљевића Андреја Карађорђевића и принцезе Кире Мелите од Лајнингена, унук претпоследњег југословенског краља, Александра I Карађорђевића.

## Биографија
Рођен је 11. марта 1964. године у Лондону, као друго дете краљевића Андреја Карађорђевића и принцезе Кире Мелите Карађорђевић од Југославије. Већи део детињства провео је са осталим члановима своје породице у Португалији где се преселио средином 1968. године, а у Лондон се вратио са мајком, сестром Лавинијом и братом Димитријем 14. фебруара 1972. године, након развода својих родитеља. Његов отац, краљевић Андреј Карађорђевић је након развода напустио породицу и отишао у САД са Милицом Анђелковић – Мици Лоу (Ева Марија Карађорђевић) са којом се 1974. године и оженио.
Завршио је средњу Војну наутичку школу у Лондону. Иако је током свог школовања у области поморства стекао висока признања није се определио за службу у Краљевској морнарици Велике Британије због уговора који би га обавезао најмање седам година.
Универзитетске студије није уписао највероватније из финансијских разлога па се запослио у трговинском предузећу „Хабитат“, упоредо похађајући специјализоване курсеве о управљању економским системима. Касније је био запослен у две туристичке агенције у Лондону.
На јесен 1988. године одлучује да покрене сопствени бизнис и са двојицом пријатеља отвара туристичку агенцију „Да лепо поцрните“. Тада је зарадио први озбиљнији новац. Убрзо уписује пилотски курс и добија летачку дозволу.
Дана 5. маја 1990. године стиже у САД (Ервајн, Калифорнија) пошто је желео да се види са својим оцем који је тамо живео. То је било њихово прво виђење од 1982. године. Тада је дошло до интензивнијег интересовања принца Владимира Карађорђевића за историју Срба и сопствене породице. Међутим, након само два дана од његовог доласка у САД његов отац Андреј Карађорђевић умире од последица срчаног удара.
Након што је почео рат на простору бивше СФРЈ, принц Владимир је престао са летењем и почео је да се бави хуманитарним радом шаљући помоћ српским избеглицама широм ратом захваћеног подручја. Принц Владимир Карађорђевић је Србију први пут посетио почетком октобра 1991. године док је трајао рат у Хрватској. Тада је присуствовао парастосу који је у Саборној цркви служен за његовог деду Александра I Карађорђевића.
У оквиру хуманитарних активности, почетком 1993. године у „Колу српских сестара“ у Немачкој упознаје своју будућу супругу, Бригиту Милер иначе модну креаторку високе женске моде. Убрзо се враћа у Лондон због пословних обавеза.
Током 1997. и 1998. године, бавећи се својим бизнисом, из чистог авантуристичког разлога успева да прође обуку и стекне дозволу најпре за управљање аутобусом, а након тога и за управљање возом.
На пролеће 1999. године, током бомбардовања СРЈ, принц Владимир се поново сусрео са Бригитом Милер на лондонском аеродрому „Хитроу“ где су разговарали о хуманитарној помоћи Србима са Косова. Од тада се нису раздвајали. Током бомбардовања СРЈ од стране НАТО-а, оснивају хуманитарну организацију „Мајка и дете“ која ради и данас, махом прикупљајући хуманитарну помоћ за болнице у Србији. Владимир је Бригиту запросио 31. децембра 1999. године у Кану. Грађански брак су закључили 18. априла 2000. године у Лондону, а црквено венчање је обављено годину дана касније, 20. маја 2001. године. Када је Бригита затруднела, почетком 2001. године, Владимир је продао своју кућу у Лондону и преселили су се у Бад Залцуфлен (Северна Рајна-Вестфалија, Немачка), настанивши се у насељу Шотмар, родном месту принцезе Бригите. Убрзо их је задесила највећа трагедија јер су изгубили сина Кирила (рођен и умро 18. јуна 2001. године).
Принц Владимир поседује ПР-агенцију, док истовремено својој супрузи Бригити помаже у послу високе моде. Из одређених разлога није у добрим односима са принцем, Александром II Карађорђевићем.
Владимир Карађорђевић је велики поштовалац Српске православне цркве. Дана 3. октобра 2010. године у Пећи је присуствовао устоличењу Патријарха српског Иринеја. Такође је више пута посећивао Патријарха српског Павла. По очевој линији, принц Владимир је седми у линији наслеђа на српски престо и истовремено трећи у линији наслеђа на царски руски престо Романових, по мајчиној линији. Познат је као евроскептик.

## Породично стабло
|  |                                              |  |  |  |  |  |  |  |  |  |  |  |  |  |  |  |
|  | 8. Петар I Карађорђевић, краљ Србије         |  |  |  |  |  |  |  |  |  |  |  |  |  |  |  |
|  |                                              |  |  |  |  |  |  |  |  |  |  |  |  |  |  |  |
|  |                                              |  |  |  |  |  |  |  |  |  |  |  |  |  |  |  |
|  | 4. Александар I Карађорђевић                 |  |  |  |  |  |  |  |  |  |  |  |  |  |  |  |
|  |                                              |  |  |  |  |  |  |  |  |  |  |  |  |  |  |  |
|  |                                              |  |  |  |  |  |  |  |  |  |  |  |  |  |  |  |
|  | 9. Зорка Петровић Његош                      |  |  |  |  |  |  |  |  |  |  |  |  |  |  |  |
|  |                                              |  |  |  |  |  |  |  |  |  |  |  |  |  |  |  |
|  |                                              |  |  |  |  |  |  |  |  |  |  |  |  |  |  |  |
|  | 2. Андреј Карађорђевић                       |  |  |  |  |  |  |  |  |  |  |  |  |  |  |  |
|  |                                              |  |  |  |  |  |  |  |  |  |  |  |  |  |  |  |
|  |                                              |  |  |  |  |  |  |  |  |  |  |  |  |  |  |  |
|  | 10. Фердинанд Румунски                       |  |  |  |  |  |  |  |  |  |  |  |  |  |  |  |
|  |                                              |  |  |  |  |  |  |  |  |  |  |  |  |  |  |  |
|  |                                              |  |  |  |  |  |  |  |  |  |  |  |  |  |  |  |
|  | 5. Марија Хоенцолерн                         |  |  |  |  |  |  |  |  |  |  |  |  |  |  |  |
|  |                                              |  |  |  |  |  |  |  |  |  |  |  |  |  |  |  |
|  |                                              |  |  |  |  |  |  |  |  |  |  |  |  |  |  |  |
|  | 11. Принцеза Марија од Единбурга             |  |  |  |  |  |  |  |  |  |  |  |  |  |  |  |
|  |                                              |  |  |  |  |  |  |  |  |  |  |  |  |  |  |  |
|  |                                              |  |  |  |  |  |  |  |  |  |  |  |  |  |  |  |
|  | 1. Владимир Карађорђевић                     |  |  |  |  |  |  |  |  |  |  |  |  |  |  |  |
|  |                                              |  |  |  |  |  |  |  |  |  |  |  |  |  |  |  |
|  |                                              |  |  |  |  |  |  |  |  |  |  |  |  |  |  |  |
|  | 12. Емих, V принц од Лајнингена              |  |  |  |  |  |  |  |  |  |  |  |  |  |  |  |
|  |                                              |  |  |  |  |  |  |  |  |  |  |  |  |  |  |  |
|  |                                              |  |  |  |  |  |  |  |  |  |  |  |  |  |  |  |
|  | 6. Фридрих Карл, VI принц од Лајнингена      |  |  |  |  |  |  |  |  |  |  |  |  |  |  |  |
|  |                                              |  |  |  |  |  |  |  |  |  |  |  |  |  |  |  |
|  |                                              |  |  |  |  |  |  |  |  |  |  |  |  |  |  |  |
|  | 13. Принцеза Феодора од Хохенлох-Лангенбурга |  |  |  |  |  |  |  |  |  |  |  |  |  |  |  |
|  |                                              |  |  |  |  |  |  |  |  |  |  |  |  |  |  |  |
|  |                                              |  |  |  |  |  |  |  |  |  |  |  |  |  |  |  |
|  | 3. Кира Мелита од Лајнингена                 |  |  |  |  |  |  |  |  |  |  |  |  |  |  |  |
|  |                                              |  |  |  |  |  |  |  |  |  |  |  |  |  |  |  |
|  |                                              |  |  |  |  |  |  |  |  |  |  |  |  |  |  |  |
|  | 14. Велики кнез Кирил Владимирович од Русије |  |  |  |  |  |  |  |  |  |  |  |  |  |  |  |
|  |                                              |  |  |  |  |  |  |  |  |  |  |  |  |  |  |  |
|  |                                              |  |  |  |  |  |  |  |  |  |  |  |  |  |  |  |
|  | 7. Велика кнегиња Марија Кириловна од Русије |  |  |  |  |  |  |  |  |  |  |  |  |  |  |  |
|  |                                              |  |  |  |  |  |  |  |  |  |  |  |  |  |  |  |
|  |                                              |  |  |  |  |  |  |  |  |  |  |  |  |  |  |  |
|  | 15. Принцеза Викторија Мелита од Единбурга   |  |  |  |  |  |  |  |  |  |  |  |  |  |  |  |
|  |                                              |  |  |  |  |  |  |  |  |  |  |  |  |  |  |  |
|  |                                              |  |  |  |  |  |  |  |  |  |  |  |  |  |  |  |

## Породица

### Супружник
| име                  | слика | датум рођења |
| -------------------- | ----- | ------------ |
| Бригита Карађорђевић |       | 7. јул 1956. |

## Титуле и признања
- 11. март 1964−: Њ. К. В кнез Карл Владимир Карађорђевић од Србије и Југославије

### Одликовања
- Орден Карађорђеве звезде.[8]
- Краљевски и хашемитски ред бисера, Велика огрлица (Краљевски Дом Сулуа).